# بوسيدا مولينتي
بوسيدا مولينتي (الاسم العلمي:Bucida molinetii) هو نوع من النباتات يتبع جنس البوسيدا من الفصيلة القمبريطية.